# Bangsal (Pesantren)
Bangsal is een bestuurslaag in het regentschap Kediri van de provincie Oost-Java, Indonesië. Bangsal telt 5708 inwoners (volkstelling 2010).